# Streptocephalus guzmani
Streptocephalus guzmani é uma espécie de crustáceo da família Streptocephalidae.
É endémica do México. 